# Römerberg (Francoforte)
Il Römerberg è la piazza storica e principale della città di Francoforte sul Meno, nel Land dell'Assia, in Germania.
Teatro di avvenimenti importanti come le cerimonie di elezione e incoronazione degli Imperatori del Sacro Romano Impero, della Fiera di Francoforte, veniva usata come luogo di mercato, di tornei ed esecuzioni.
Nel XVI secolo era ritenuta la piazza più bella e importante di tutto il Sacro Romano Impero.
Quasi totalmente distrutta nei bombardamenti del 1944, venne ricostruita in forme moderne, conservando il Römer e la Chiesa di San Nicola. Dal 1981 al 1986 le case a graticcio del lato orientale della piazza vennero ricostruite secondo i piani originari.

## Storia e descrizione

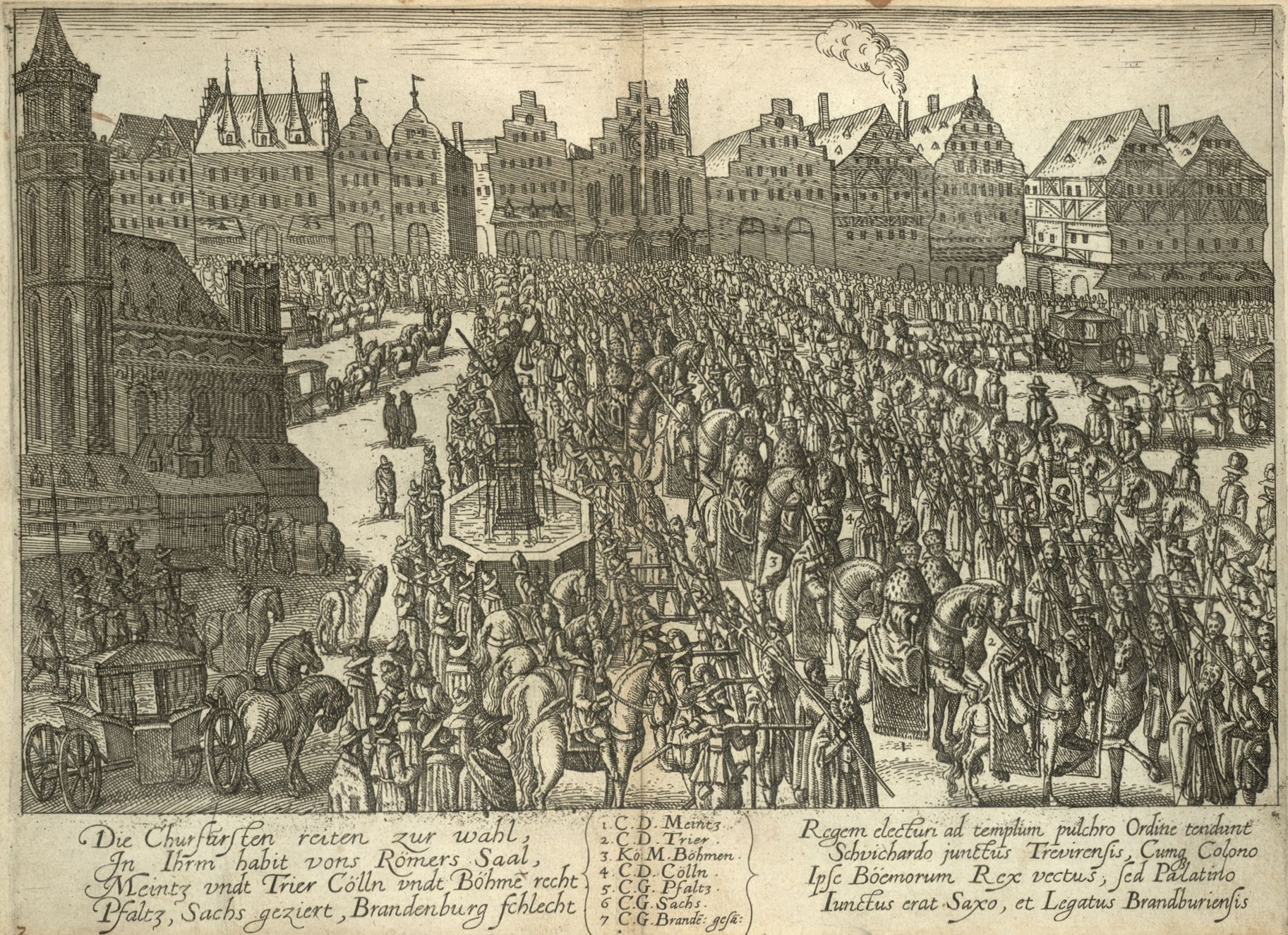
Antica veduta della piazza durante l'incoronazione di Mattia d'Asburgo, 1611.

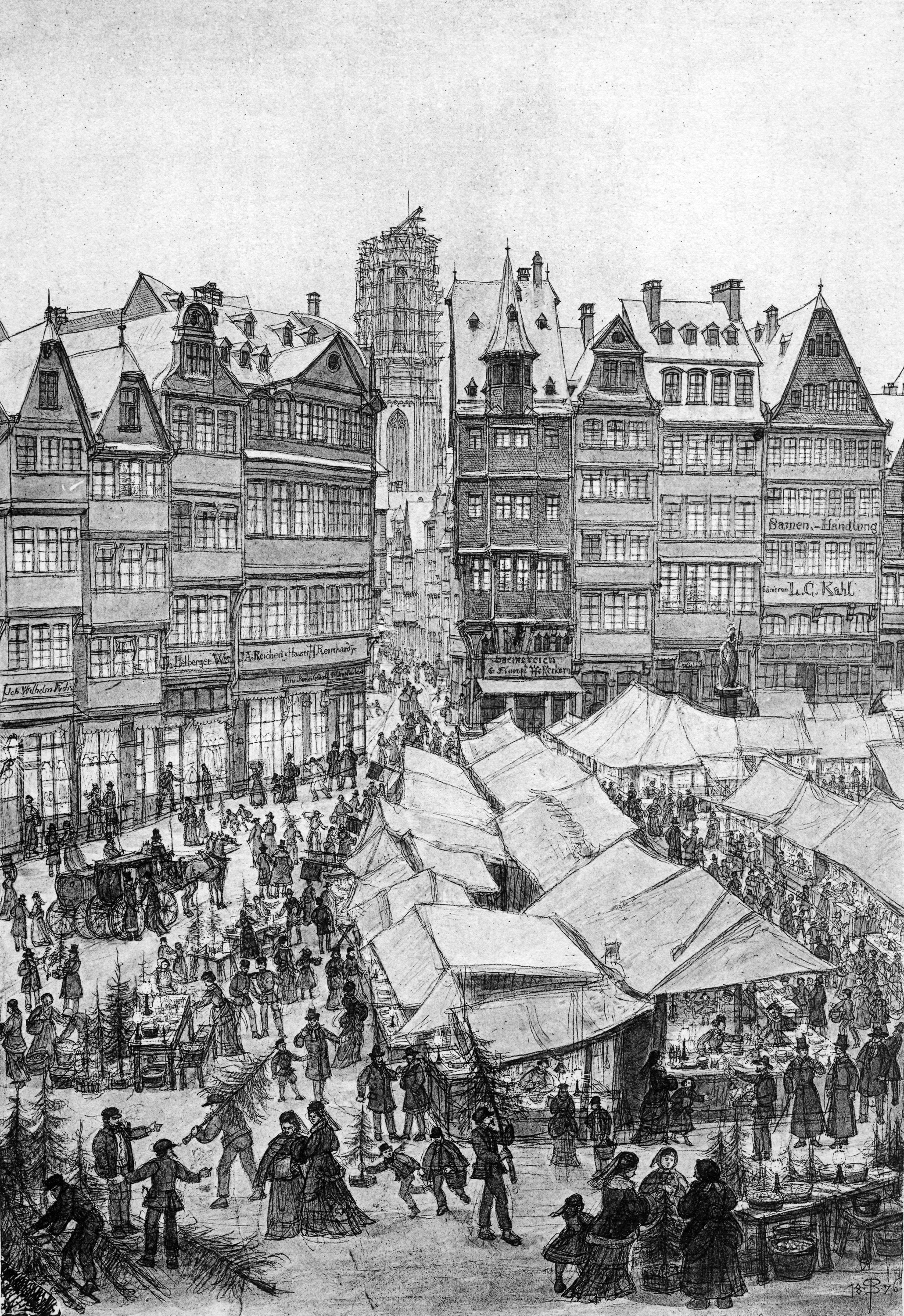
Il Römerberg durante il Mercatino di Natale del 1876.

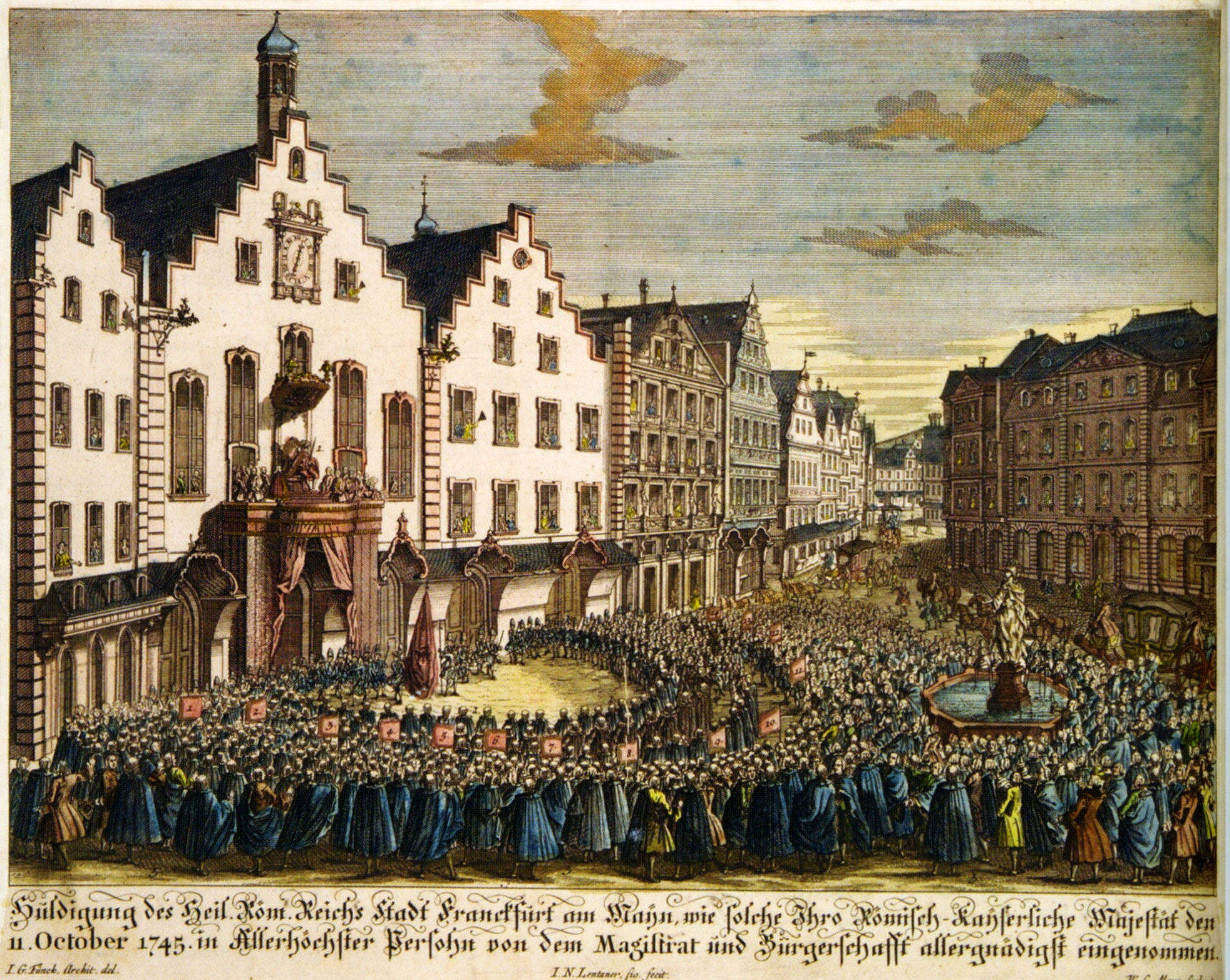
Il Municipio nel 1745 durante l'elezione di Francesco I di Lorena.

Veduta di fine '800.

### Origini
La piazza sorge sul punto più alto della riva del fiume Meno e il braccio, poi insabbiato, del Braubach (oggi Braubach Strasse). Qui, nel I secolo d.C., venne fondata la città romana. Infatti il nome Römerberg, letteralmente in italiano Monte dei Romani, deriva dalla sua posizione di altura e dall'impianto romano.

### Medioevo
Nella seconda metà del XII secolo, fra la piazza e la sponda del fiume, venne eretto il Saalhof, residenza reale degli Hohenstaufen. Il castello comprendeva anche una piccola cappella di corte, il predecessore dell'Alte Nikolaikirche. Durante questo periodo, la piazza a nord del castello era già utilizzata come luogo di incontro pubblico per la corte imperiale, di tornei e di mercato.
Da questo periodo si tenne anche la prestigiosa Fiera di Francoforte, anche se la prima testimonianza data 1240, si teneva in autunno da metà agosto all'inizio di settembre. Dal 1330, esiste anche una fiera primaverile in Quaresima. Le fiere duravano 14 giorni ciascuna e attiravano migliaia di mercanti dal Sacro Romano Impero e da tutta Europa. Innumerevoli scorte armate erano impiegate anche nella scorta dei mercanti in viaggio, in quanto le fiere erano sotto la protezione dell'imperatore. Le sale del Municipio servivano come centro commerciale esclusivo per orefici, gioiellieri e mercanti di diamanti. Sulla stessa piazza vennero create numerose bancarelle in cui commercianti e grossisti commerciavano con i loro prodotti.
Dal 1393 la piazza ospita annualmente il Mercatino di Natale.
Nel 1405 il consiglio comunale cittadino acquistò due case sulla piazza già apparenti a un ricco mercante: Zum Römer e Zum Goldenem Schwan (« Casa ai Romani » e « Casa al Cigno d'oro ») e vi installò il Municipio. Lungo i secoli il palazzo venne espanso acquisendo i lotti adiacenti. Quindi la piazza divenne anche sede governativa e amministrativa.
Nel 1485 viene istituita la fiera del libro di Francoforte che si teneva in questa piazza ed ebbe fin da subito un grande successo.

### Storia moderna

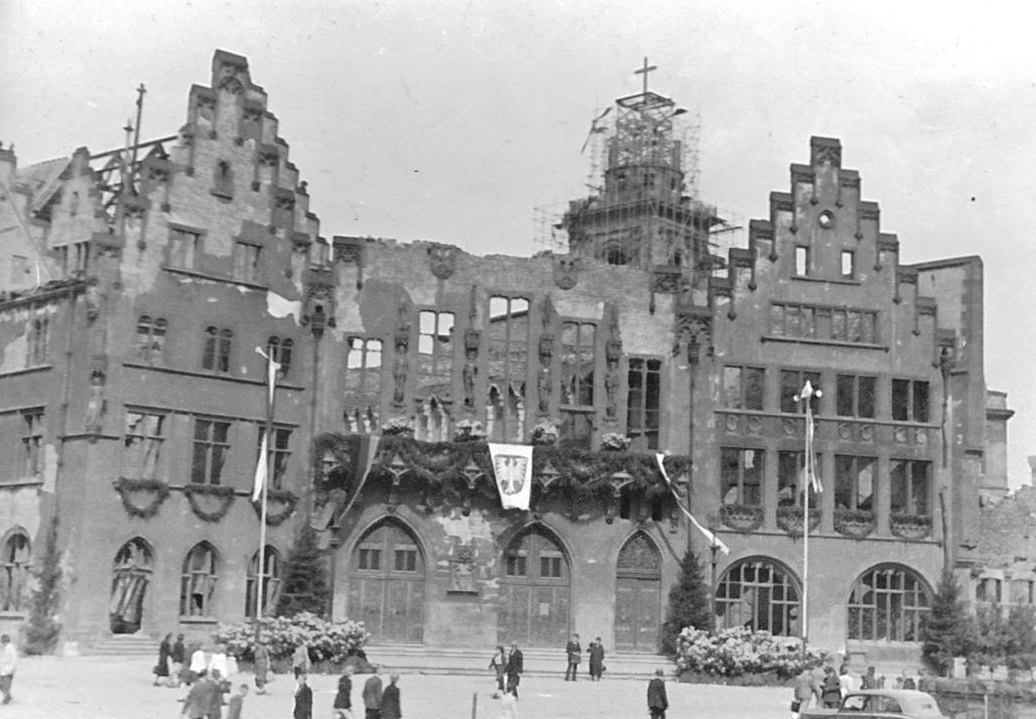
Il municipio nel 1947.

Col cadere del Sacro Romano Impero il Römerberg perse il suo ruolo di scena di splendide feste e commerci. Le fiere di Francoforte erano diventati semplici eventi che servivano solo il commercio al dettaglio. I cittadini ricchi si spostarono nelle nuove aree residenziali lungo i bastioni e nei nuovi sobborghi emergenti a ovest e a nord. Il centro della città si spostò nella nuova città, con i suoi numerosi edifici classicistici. Francoforte era considerata una delle città più belle della Germania, mentre la città vecchia dall'aspetto medievale era considerata arretrata e obsoleta, anche raccontata nel 1835 da Eduard Beurmann
Il pittore Carl Theodor Reiffenstein e il fotografo Carl Friedrich Mylius documentarono la parte caratteristica e bella del Römerberg, ma anche il suo graduale declino. Solo con il rinnovamento della fontana della giustizia nel 1887 e la trasformazione del Municipio dal 1896 al 1900 iniziò una nuova riqualificazione del luogo. Dal 1904 al 1906, le vecchie case del lato nord furono demolite per l'ampliamento della Braubachstraße e sostituite da nuovi edifici storicistici.
Durante la Seconda guerra mondiale, il centro di francoforte subì pesanti bombardamenti che distrussero considerevolmente i suoi edifici storici. La piazza fu duramente colpita. All'inizio degli anni '80, sei case medievali situate sul lato est della piazza vennero ricostruite secondo i piani originali.

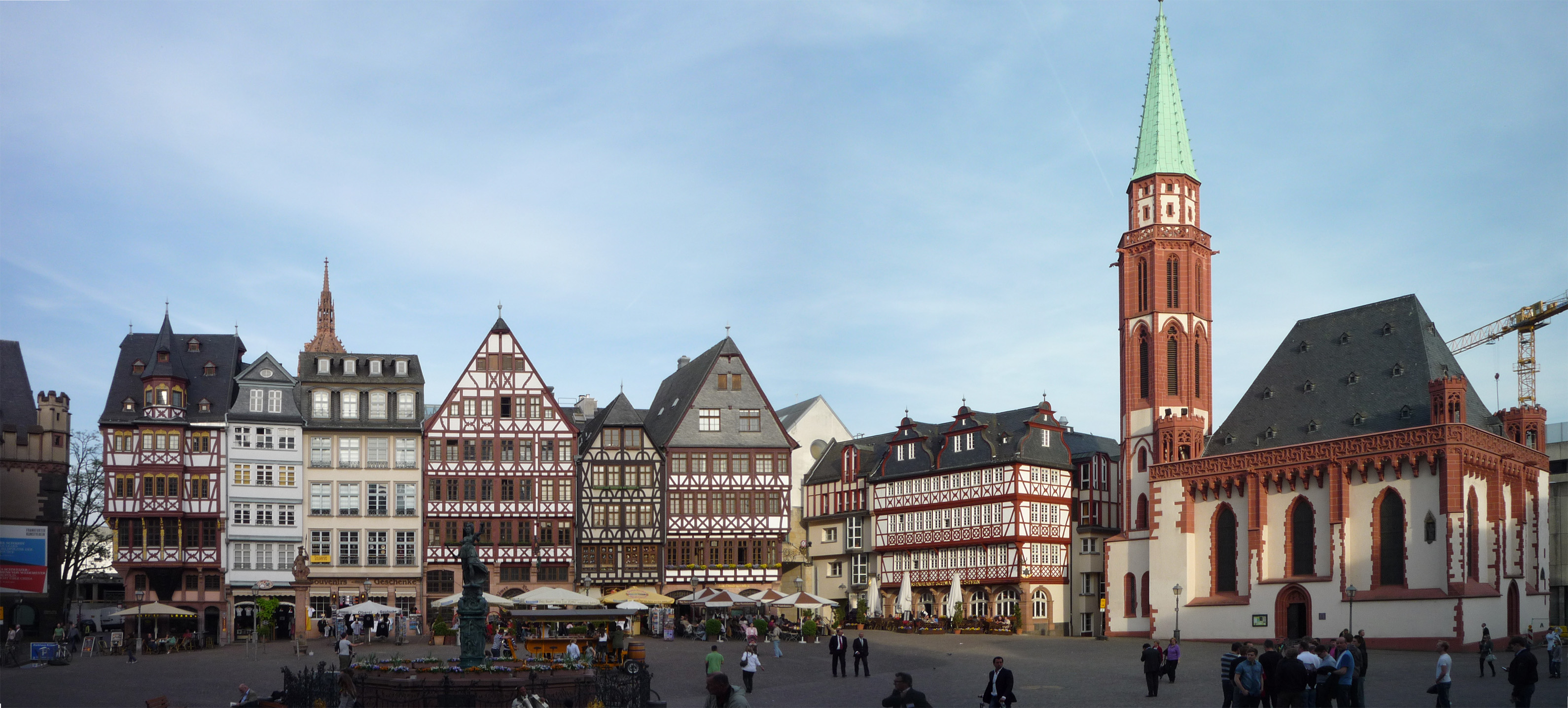
Panoramica della piazza verso il lato sud-est.

## Edifici principali

Veduta con il Römer e la Fontana della Giustizia.

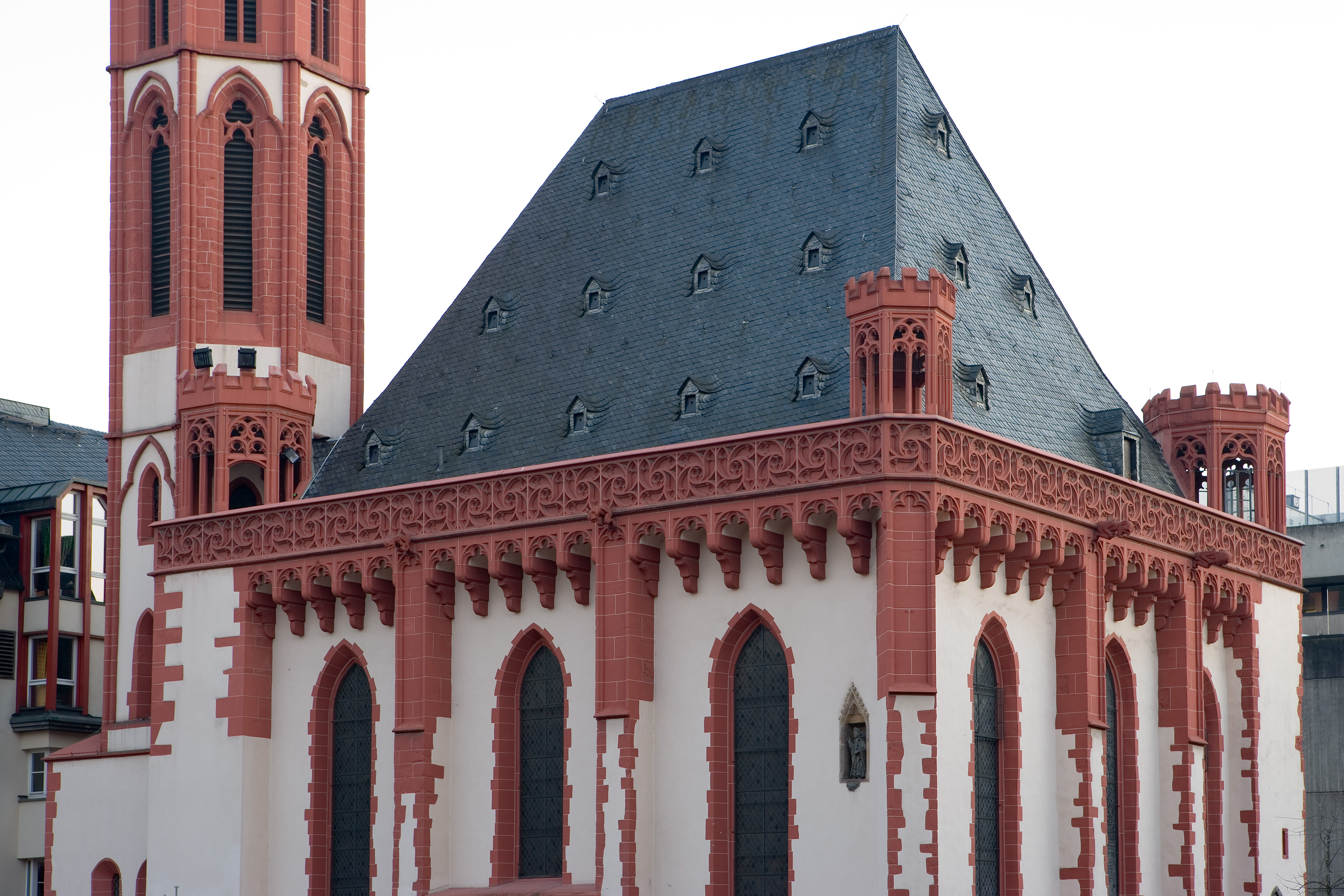
Particolare della Chiesa di San Nicola.

### Il Römer
Il Municipio storico della città sorge sul lato occidentale e si compone di diversi edifici acquistati gradualmente a partire dal 1405, quando il Consiglio cittadino s'installò nella piazza. Nucleo antico è la Haus zum Römer, risalente al 1322 e che dà il nome al complesso.

### Chiesa di San Nicola
L'Antica Chiesa di San Nicola chiude il lato meridionale della grande piazza. È una chiesa evangelica costruita alla fine del XIII secolo come cappella palatina imperiale. A partire dal XIV secolo è luogo di celebrazioni religiose e di preghiera per il Consiglio della città di Francoforte. La galleria superiore fungeva da tribuna in occasione di celebrazioni solenni, fra cui le incoronazioni imperiali.

### Fontana della Giustizia
Una prima fontana venne costruita in questo luogo nel 1543, poi ricostruita, nelle attuali forme rinascimentali, nel 1611. Ai tempi del Sacro Romano Impero fungeva da Fontana del Vino durante le feste dell'Incoronazione delle'Imperatore. Il monumento odierno è una copia rifatta nel 1887, finanziata dal mercante di vini Gustav D. Manskopf.

### Samstagsberg

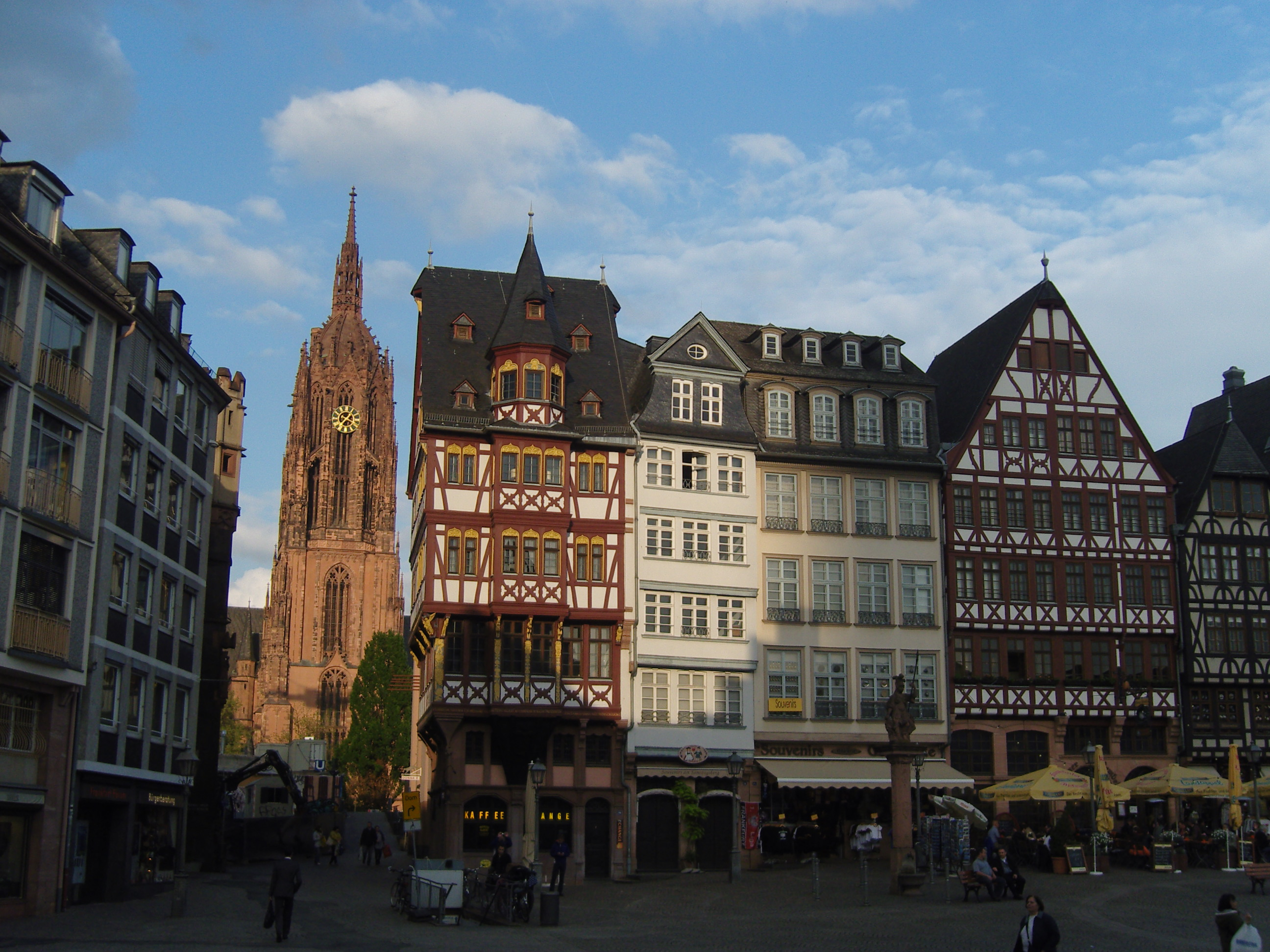
Veduta del Samstagsberg.

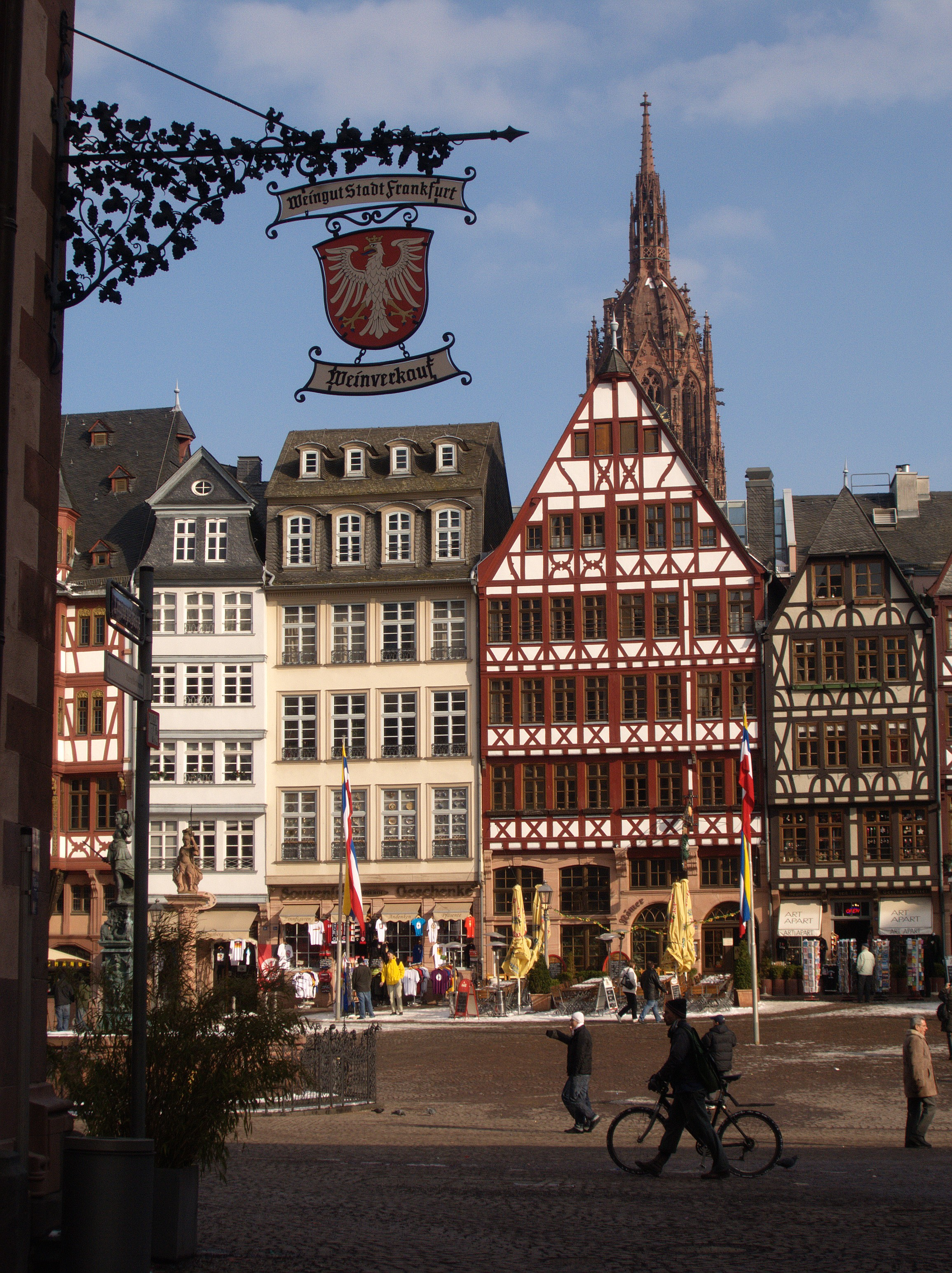
Veduta del Samstagsberg.

Il lato orientale, più elevato rispetto al resto della piazza, presenta una sequenza di belle case a graticcio ricostruite dopo la guerra, fra il 1981 e il 1986 secondo i piani storici del XV secolo. Letteralmente in italiano significa Montagna del Sabato.
- n° 28: Großer und Kleinert Engel (il Grande e Piccolo Angelo), costruita nel 1562, venne chiamata fino al XIX secolo anche Haus rum Wechsel (Casa del Cambio) dal fatto che accoglieva un ufficio di cambio di valuta. Ristrutturata nel 1905, le due case, del Grande Angelo e del Piccolo Angelo, furono annesse. La ricostruzione postbellica avvenne dal 1981 al 1983.
- n° 26: Goldener Greif, il Grifone d'oro, eretta nel 1562 ospitava una farmacia. Venne ristrutturata nel XVIII secolo e ricostruita il più storicamente possibile dal 1981.
- n° 24 Wilder Mann, l'Uomo selvaggio, fu costruita nel XVI secolo come una casa gotica con una sala al piano terra. Intorno al 1800 venne significativamente ristrutturata nelle forme attuali, con gran tetto mansardato.
- n° 20 e 22 Kleiner Dachsberg e Schlüssel, la Piccola montagna e la chiave, Sono due case unite in un solo edificio dal grande frontone triangolare. Erette già nel 1541, la disposizione bifamiliare si nota nelle finestre del pianterreno e del timpano.
- n° 18 Großer Laubenberg, il Gran Laubenberg è la casa più antica del gruppo; costruita prima del 1500. Originariamente comprendeva solo la metà anteriore che dà sulla piazza e tra il 1544 e il 1581 fu fusa con l'abitazione posteriore, situata su Rapunzelgäßchen[5]. Il pianoterra e il primo piano vennero ristrutturati nel XVIII secolo. Presenta un frontone triangolare mozzo.
- n° 16 Kleiner Laubenberg, il Piccolo Laubenberg, fu menzionato la prima volta nel 1381 e chiamato nel corso dei secoli Altes Backhaus, Blumenstein e Kleine Garküche. È curioso che la Kleine Laubenberg sia molto più grande della Große Laubenberg. Ciò è probabilmente dovuto al fatto che la Kleine Laubenberg venne fusa nel XVI secolo con una casa posteriore.
- n° 6 Schwarzer Stern, la Stella nera sorge all'angolo, oltre Bendergasse. Venne costruita nel 1610 con influssi rinascimentali, poi venne intonacata nel XVIII-XIX secolo e riportata a graticci a vista nel 1920. Ogni piano, aperto da 12 finestre, presenta un motivo a graticci diverso; e le travi probabilmente le travi, originariamente, erano provviste di sporgenze dipinte e punte di diamante per enfatizzare l'effetto del contrasto dei chiaro scuri. Nel 1944 rimaneva solo il piano terra in pietra, ma poté essere ricostruito fedelmente sulla base d'una buona documentazione. Oggi accoglie un ristorante quattro stelle.

### Wertheym Haus
Sull'angolo sud-ovest, non lontano dal Römerberg, in direzione del Meno, chiude la prospettiva visiva la Casa Wertheym. Scampata al bombardamento del 1944, è una delle poche case a graticcio della città vecchia rimaste intatte.

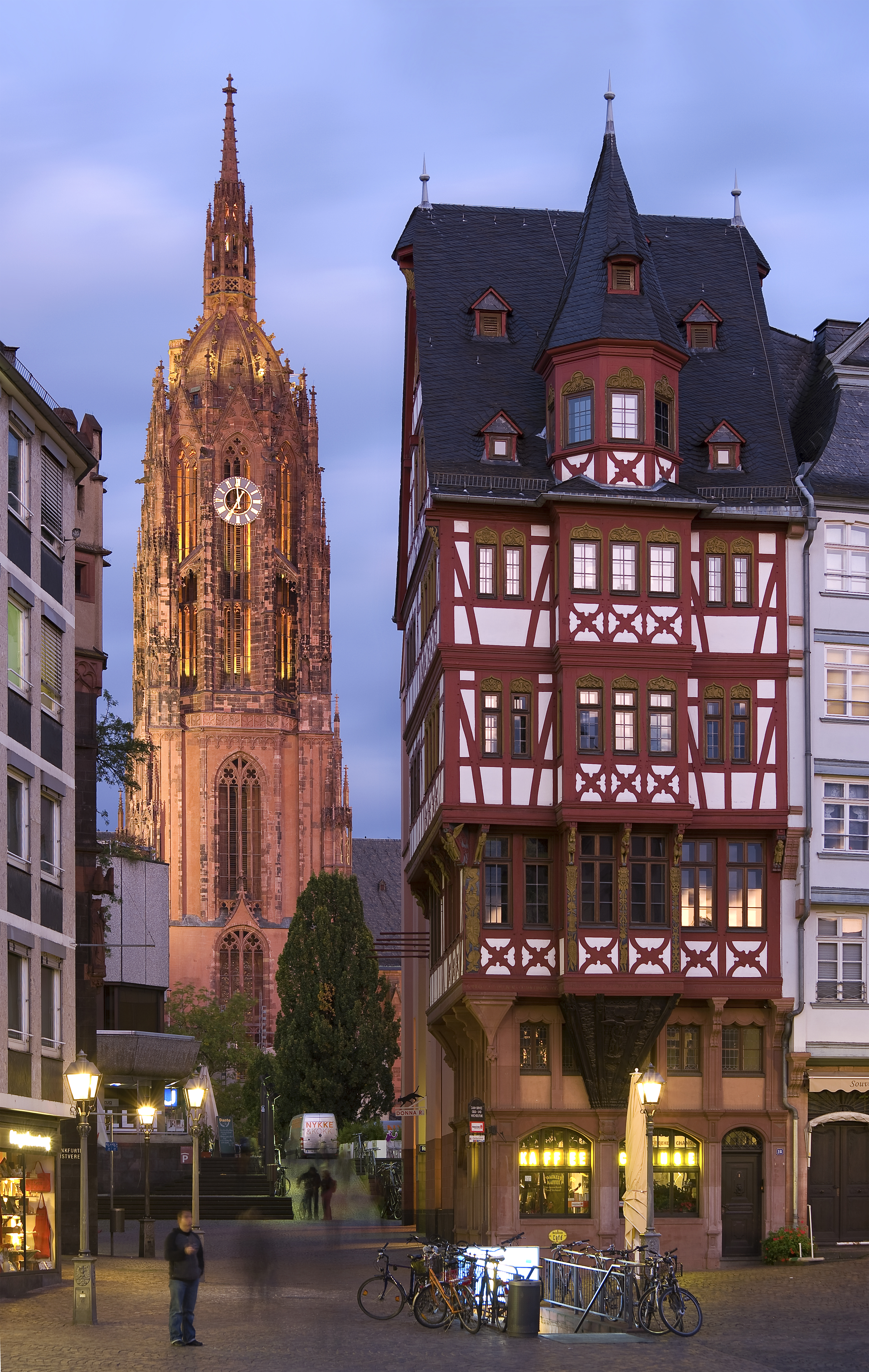
Il Großer und Kleinert Engel col Duomo.
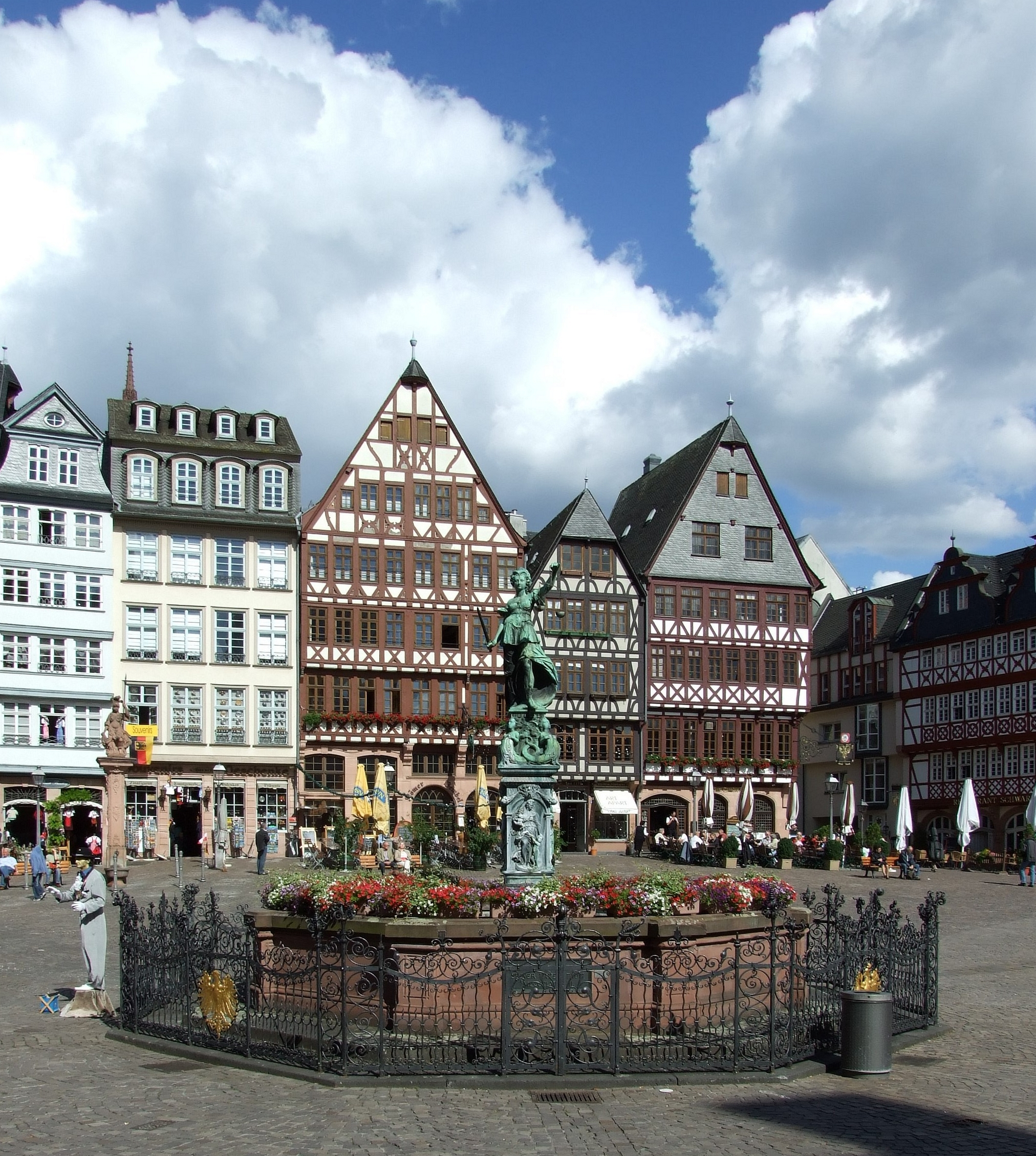
La fontana della Giustizia.
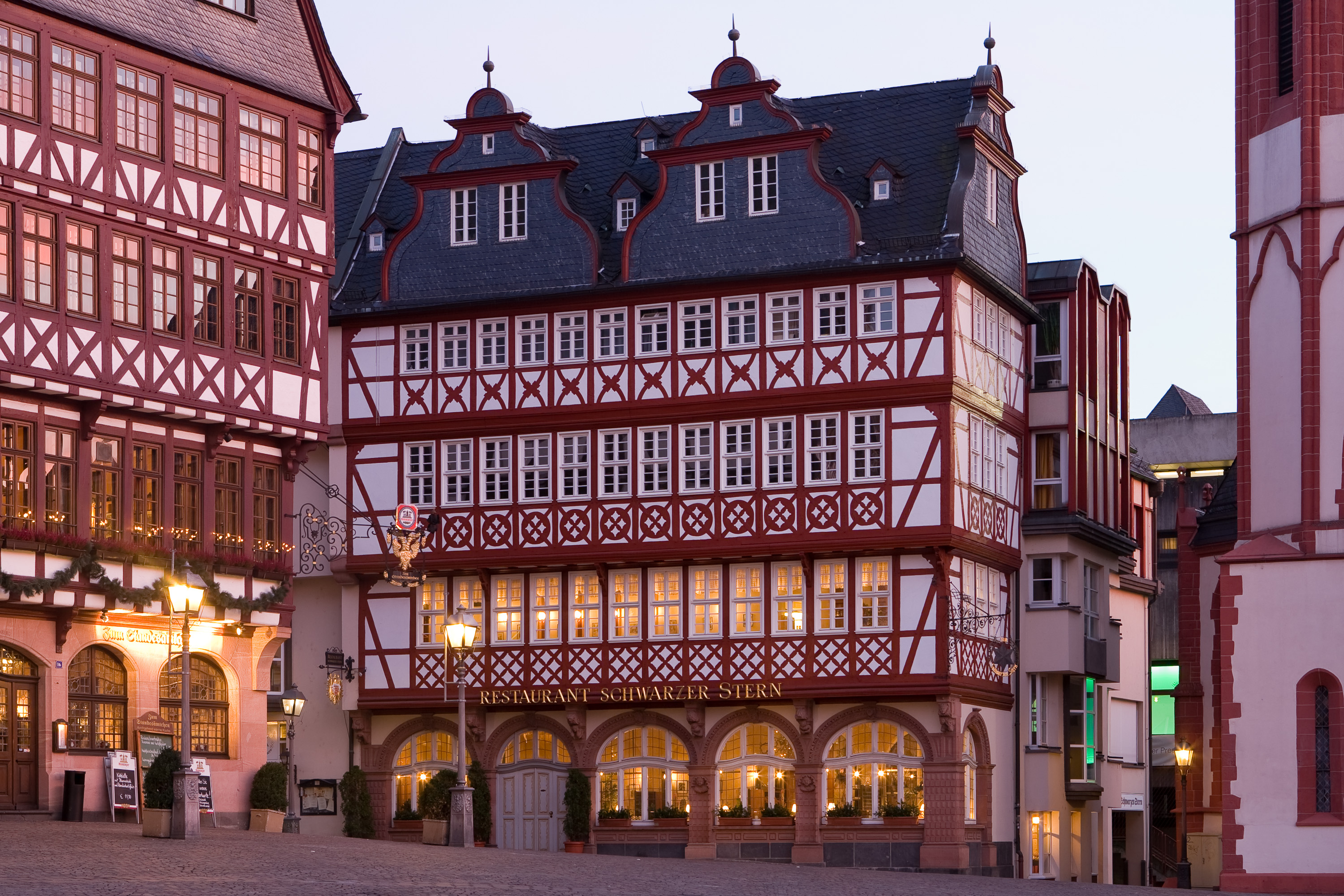
La Casa alla Stella Nera.
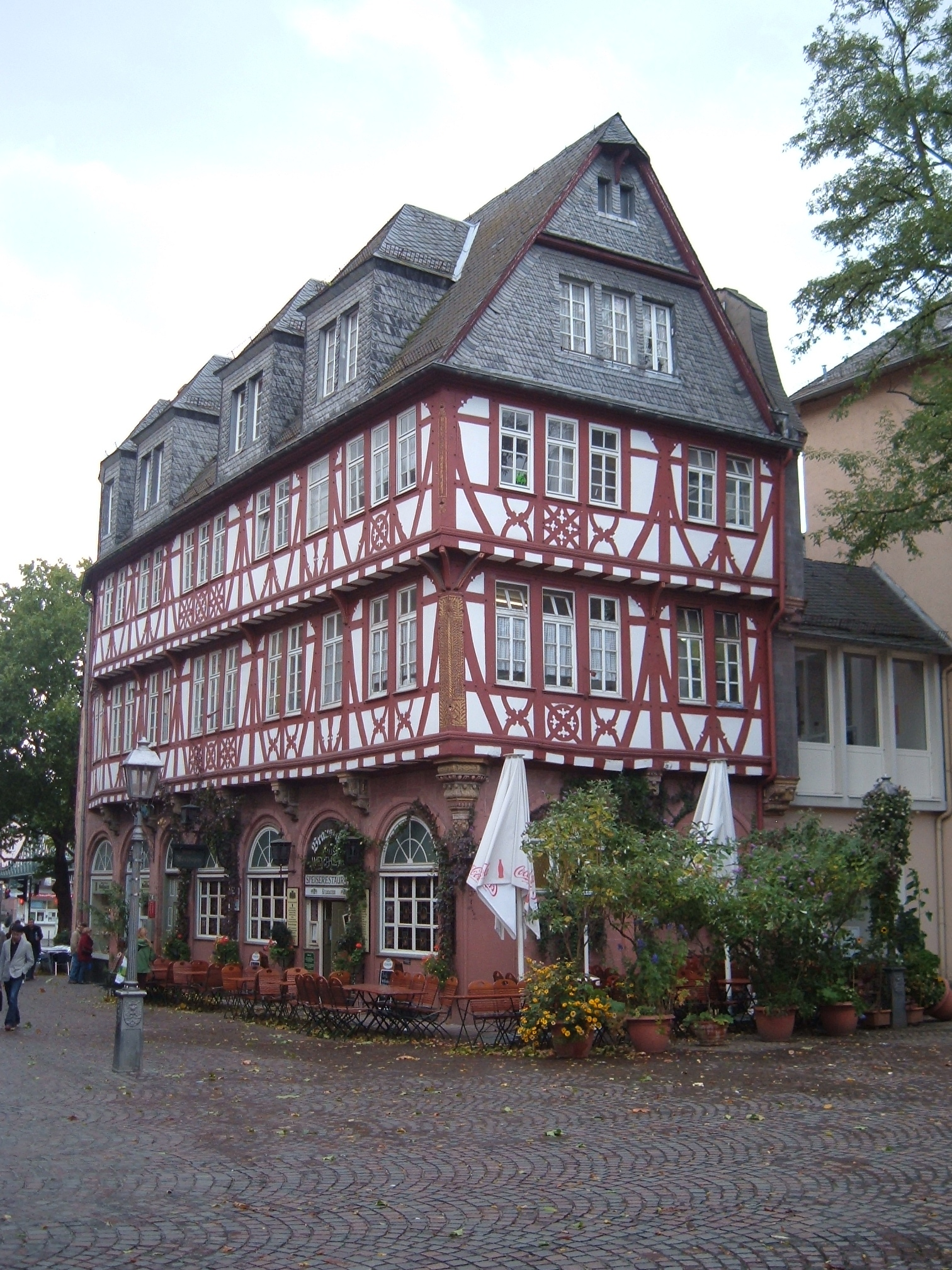
La Casa Wertheym.